# Jordan EJ14
La Jordan EJ14 è una vettura di Formula 1, con cui la scuderia irlandese affronta il campionato 2004.

## Stagione
Viene ingaggiato Nick Heidfeld, proveniente dalla Sauber, mentre Giorgio Pantano fa il suo esordio in F1 (sarà sostituito in Canada e negli ultimi tre Gran Premi da Timo Glock).
La vettura non è molto competitiva. I migliori risultati sono due settimi posti (uno per Heidfeld a Monaco e uno per Glock in Canada). La stagione si conclude al 9º posto.
La vettura nel corso della stagione 2004 è stata guidata dall'ex campione del mondo Nigel Mansell, che ha preso parte ad un test a Silverstone ed effettuato alcuni Show car.

## Risultati completi in Formula 1
| Anno | Team              | Motore           | Gomme | Piloti   |     |     |    |     |     |     |    |   |     |    |     |     |     |     |     |    |    |     | Punti | Pos. |
| ---- | ----------------- | ---------------- | ----- | -------- | --- | --- | -- | --- | --- | --- | -- | - | --- | -- | --- | --- | --- | --- | --- | -- | -- | --- | ----- | ---- |
| 2004 | Jordan Grand Prix | Ford RS2 3.0 V10 | B     | Heidfeld | Rit | Rit | 15 | Rit | Rit | 7   | 10 | 8 | Rit | 16 | 15  | Rit | 12  | 11  | 14  | 13 | 13 | Rit | 5     | 9º   |
| 2004 | Jordan Grand Prix | Ford RS2 3.0 V10 | B     | Pantano  | 14  | 13  | 16 | Rit | Rit | Rit | 13 |   | Rit | 17 | Rit | 15  | Rit | Rit | Rit |    |    |     | 5     | 9º   |
| 2004 | Jordan Grand Prix | Ford RS2 3.0 V10 | B     | Glock    |     |     |    |     |     |     |    | 7 |     |    |     |     |     |     |     | 15 | 15 | 15  | 5     | 9º   |